# Университет Лилль I
Университет науки и технологий Лилль-1 (фр. Université Lille 1) — французский университет, расположенный в городе Вильнёв-д’Аск и являющийся частью Университета Лилля — Северной Франции. Университет был создан в 1854 году в Лилле. Позже, в 1967 году кампус был перенесен в Вильнёв-д’Аск. Лилль-1 специализируется на науке и технологиях.

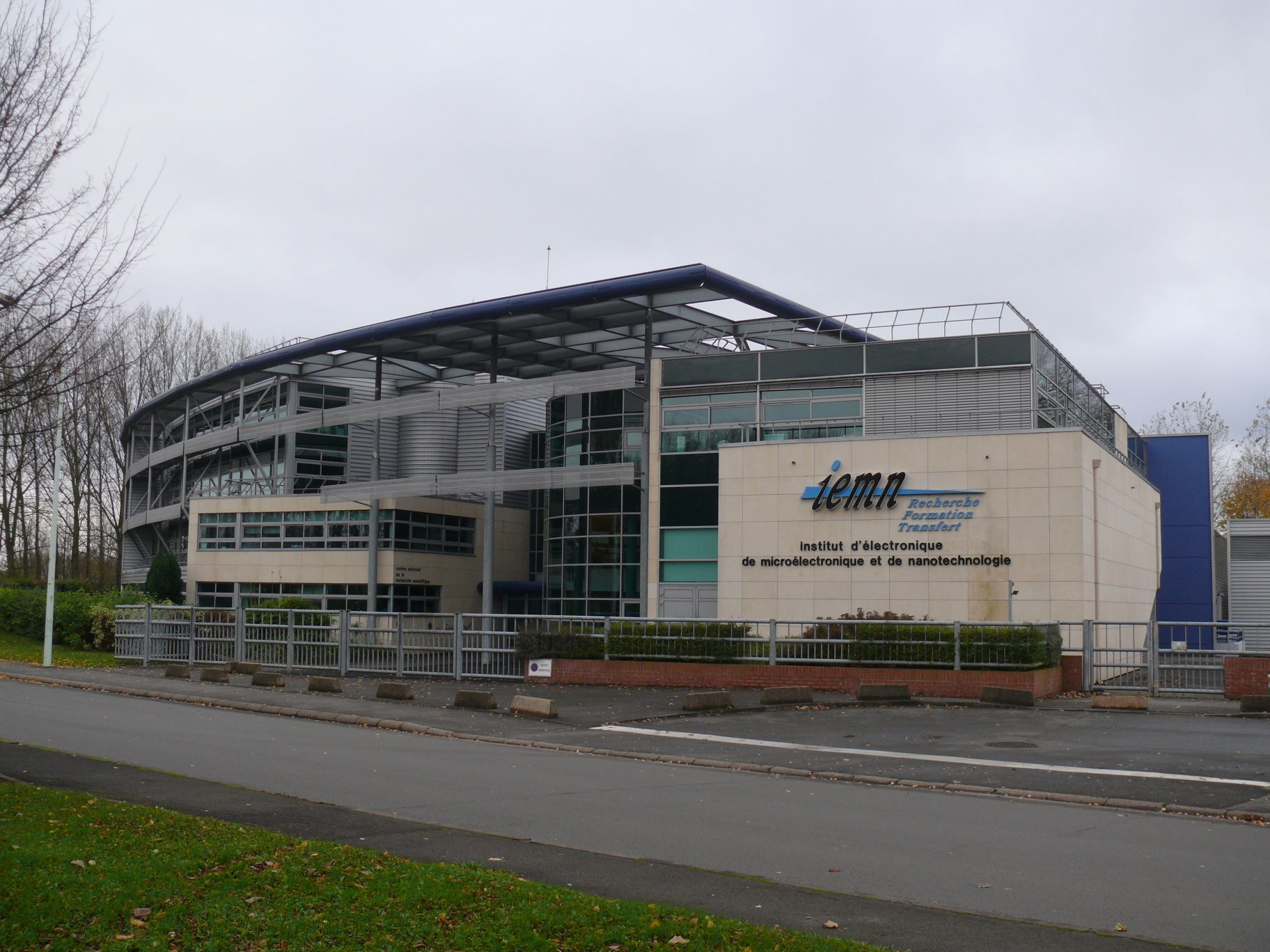
Институт электроники и нанотехнологий при Университете Лилль-1

В университете обучается около 20 000 студентов дневной формы обучения и около 14 500 студентов по программам повышения квалификации (на 2004). В числе сотрудников 1310 постоянных членов факультета. Около 140 исследователей работают в 43 лабораториях.

## Кампус
Основной кампус находится в пригороде Лилля, Вильнёв-д’Аск, и занимает площадь в 1,1 км². Также существуют дополнительные кампусы в историческом центре города Лилль, в Салломин, Туркуэн и Вимере.

## Компоненты Лилль-1
1. Центральная школа Лилля

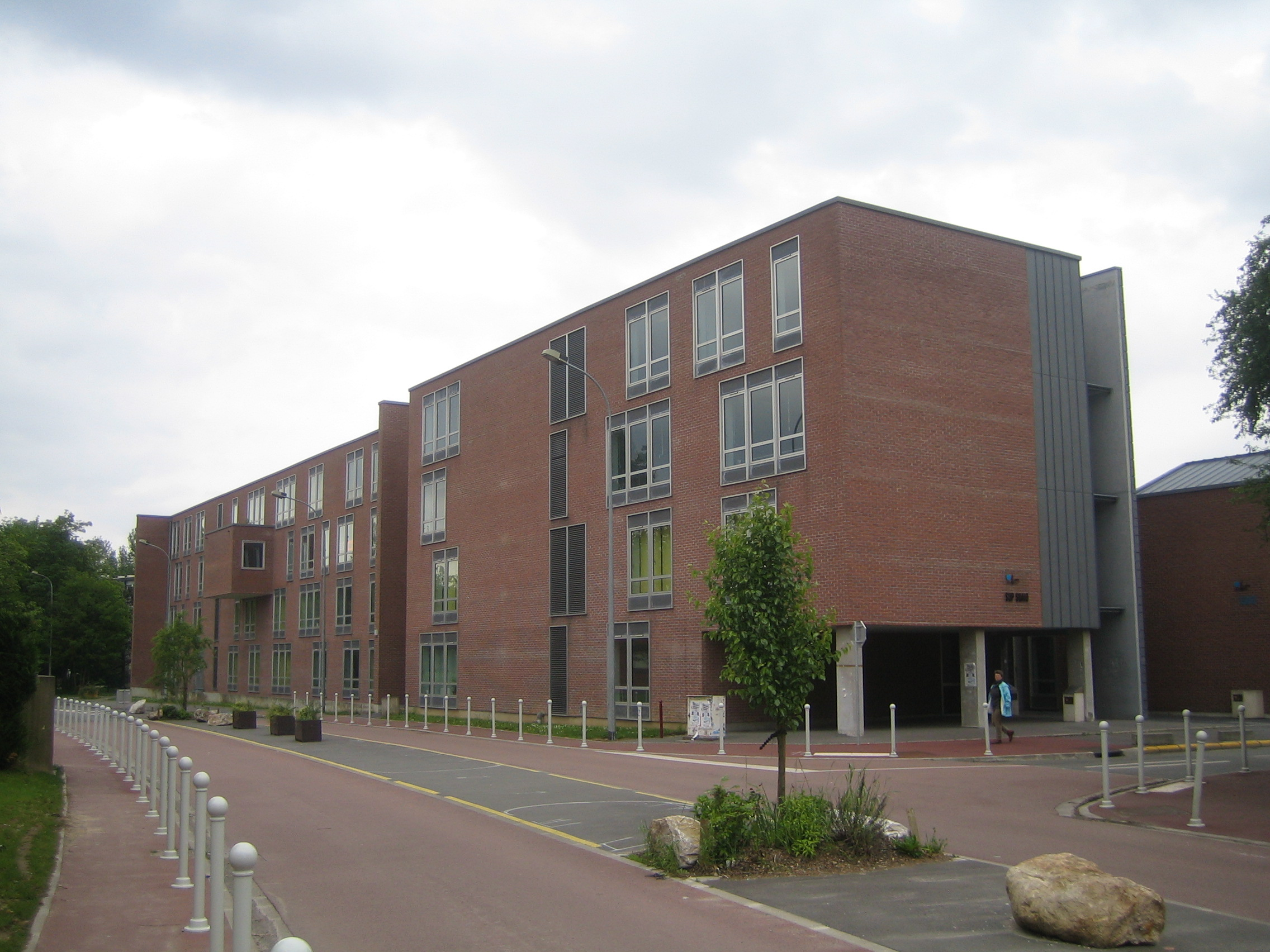
Университет Лилль-1

2. Лилльский институт управления — более 2000 студентов по 35 программам обучения.
3. Институт городского планирования и развития Лилль — 34 программы в области градостроительства, территориального планирования и территориального развития.
4. Технологический институт Лилль — 35 программ — химия, биоинженерия, электротехника и компьютерная индустрия, машиностроение и производство, менеджент, информатика, физические измерения.
5. Профессиональный университет — курсы по биотехнологии и биологической промышленности, охрана окружающей среды, машиностроение, математика и информатика, окружающая среда и промышленное производство, вычислительные методы, применяемые для управления бизнесом .
6. Университетский центр непрерывного образования — курсы по естественно-научному образованию от бакалавра до доктора наук.

## Известные преподаватели
- Поль Алле, зоолог

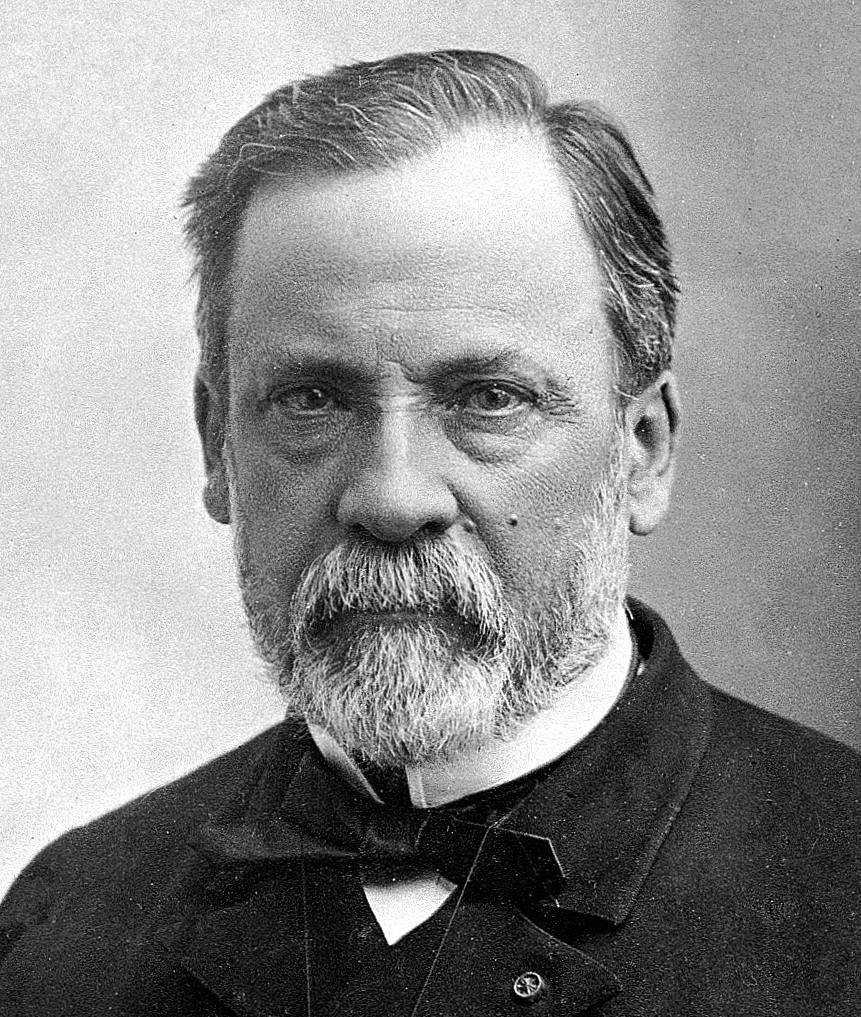
Луи Пастер

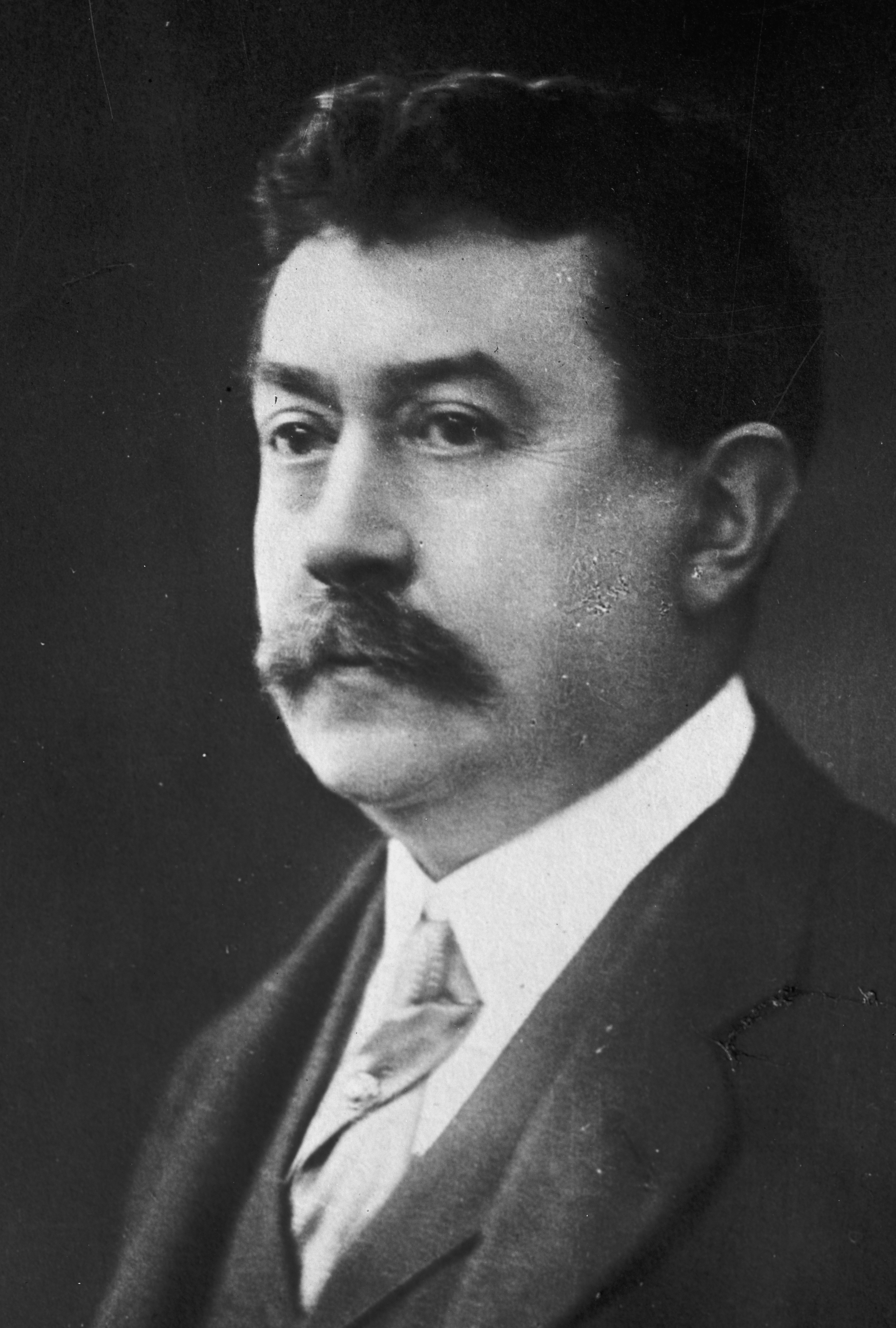
Поль Пенлеве

- Анри Беген, инженер,-механик, специалист в области теории управления
- Эмиль Борель, математик и политический деятель
- Жозеф Буссинеск, учёный, механик
- Анри́ Карта́н, математик
- Пьер Дюгем, физик, математик, философ и историк науки
- Жан Жирарден, химик
- Феликс Лаказ-Дютье, зоолог
- Анри Паде, математик
- Поль Пенлеве, математик и политик
- Луи Пастер, микробиолог и химик
- Эрнест Вессио, математик

## Известные выпускники
- Поль Алле, французский зоолог (тоже профессор)
- Доминик Баэр, французский политик
- Марк-Филипп Добресс, французский политик
- Фостен-Арканж Туадера, центральноафриканский политик

## Религия
В университете есть молитвенные комнаты для мусульман.